# طوارئ كلنتن (1977)

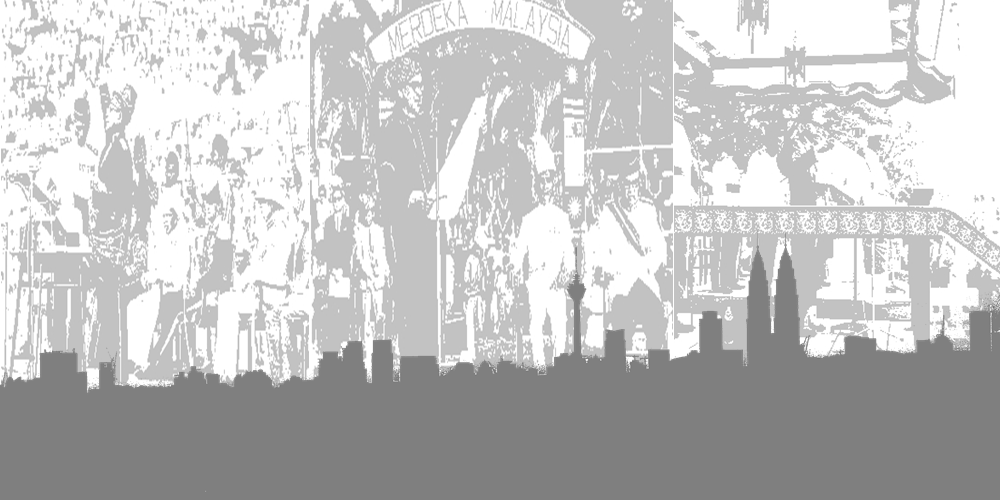

تم تطبيق طوارئ كلنتن 1977 في إقليم كلنتن بدولة ماليزيا. وقد أعلن قانون الطوارئ من قبل يانغ دي-برتوان أغونغ (ملك ماليزيا) في 8 نوفمبر 1977 بناءً على طلب من الحكومة الاتحادية بعد المأزق السياسي والعنف في شوارع كلنتن. وكان هذا هو الإعلان الخامس والأخير للطوارئ في الملايو وماليزيا بعد طوارئ ملايو 1948-1960، والمواجهة الإندونيسية الماليزية عام 1962، وأزمة سراوق الدستورية عام 1966 وحادثة 13 مايو 1969.

## الأحداث التي أدت إلى إعلان حالة الطوارئ
كان منتري بيسار (رئيس الوزراء) إقليم كلنتن عام 1977 هو محمد ناصر من الحزب الإسلامي الماليزي (PAS). في ذلك الوقت ومنذ عام 1972، كان الحزب الإسلامي الماليزي جزءًا من حزب التحالف وبعد ذلك الجبهة الوطنية (BN) (بعد 1974)، وهو حزب التحالف الحاكم للحكومة الاتحادية. في عام 1977، أظهر محمد ناصر استياءه من الحزب الإسلامي الماليزي، وتم اتهامه بمقاومة تعليمات الحزب. وقد قدمت دعوى لحجب الثقة في مجلس الإقليم حيث أيد 20 من أعضاء الحزب الإسلامي الماليزي في المجلس الدعوى، بينما انسحب 13 من أعضاء المنظمة الوطنية الماليزية المتحدة (UMNO) وواحد من أعضاء الجمعية الصينية الماليزية (MCA) بالمجلس احتجاجًا على ذلك. ورفض محمد ناصر الاستقالة. وطلب من حاكم كلنتن (بصفته رئيسًا للإقليم) حل مجلس الإقليم لإفساح الطريق لإجراء انتخابات لكنه رفض ذلك. ثم تظاهر أنصار محمد ناصر في الشوارع مما أدى إلى أعمال العنف والنهب.

## إعلان حالة الطوارئ والنتائج المترتبة
في 8 نوفمبر 1977، أعلن يانغ دي-برتوان أغونغ قانون الطوارئ بإقليم كلنتن. وتم التصديق على قانون صلاحيات حالة الطوارئ (بكلنتن) لعام 1977 من قبل البرلمان في اليوم التالي ليعطي الحكومة الفيدرالية سلطة ضمنية لحكم الإقليم. وقد عارض 12 عضوًا من الحزب الإسلامي الماليزي في البرلمان، والبالغ عددهم 14 عضوًا بالبرلمان، التصديق على هذا القانون، على الرغم من كونهم جزءًا من تحالف الجبهة الوطنية. وبناءً على ذلك، تم طرد الحزب الإسلامي الماليزي من تحالف الجبهة الوطنية.
خلال فترة حالة الطوارئ، احتفظ محمد ناصر بمنصب رئيس الوزراء (منتري بيسار) ولكن مع صلاحيات محدودة حيث إن السلطة التنفيذية النهائية كانت مخولة لمدير الحكومة الذي كان تم تعيينه من قبل رئيس الوزراء رئيس الوزراء بموجب قانون صلاحيات حالة الطوارئ (بكلنتن) لعام 1977.
في مارس 1978، تم عقد انتخابات في كلنتن. وقد تنافس فيها كل من الحزب الإسلامي الماليزي (PAS)، والمنظمة الوطنية الماليزية المتحدة (UMNO)، وحزب برجاسا (BERJASA)، وهو حزب جديد شكله محمد ناصر. وفازت المنظمة الوطنية الماليزية المتحدة بالانتخابات بحصولها على 23 مقعدًا، بينما حصل حزب برجاسا على 11 مقعدًا، والحزب الإسلامي الماليزي على مقعدين، مما مهد الطريق أمام المنظمة الوطنية الماليزية المتحدة لتشكيل حكومة في كلنتن للمرة الأولى.
بعد الانتخابات، انضم حزب برجاسا للجبهة الوطنية وأصبح محمد ناصر عضوًا في مجلس الشيوخ ووزيرًا في الحكومة الاتحادية، في حين أصبح محمد يعقوب من المنظمة الوطنية الماليزية المتحدة رئيس الوزراء الجديد بإقليم كلنتن. وقد حافظ محمد يعقوب على هذا المنصب حتى عام 1990 بعدما استعاد الحزب الإسلامي الماليزي السيطرة على كلنتن.